# Pastor dels Pirineus

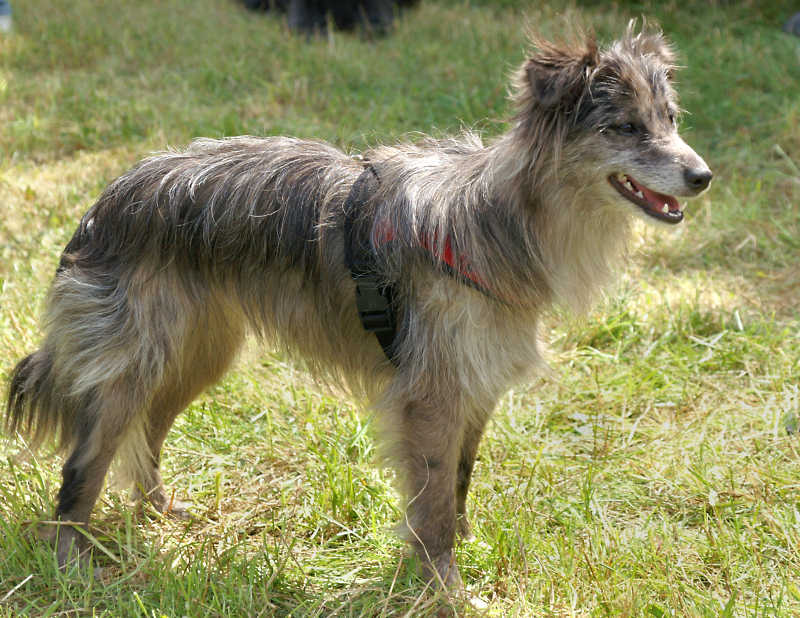
Pastor dels Pirineus de cara rasa

El pastor dels Pirineus o pastor pirinenc és una raça de gos pastor de vigilància originari dels Pirineus, està format per dues varietats diferents: el pastor dels Pirineus de pèl llarg i el pastor dels Pirineus de cara rasa. El pastor català és una raça que probablement descendeix del pastor dels Pirineus.

## Característiques
És un gos àgil i audaç que sap atacar no només al llop sinó també a l'os.
És de caràcter tossut, dur, tímid i reservat amb els estranys. Té una gamma de colors que albarca tots menys el negre en el seu estàndard racial. És d'estatura mitjana, d'uns 38 a 50 cm, i d'entre 8 i 14 kg de pes. Fort i ric en energia, summament nerviós. És astut i alerta, amb gran velocitat en els seus moviments. Té un port característic amb ossos fins.

## Utilització
És ensinistrat per guardar i defensar els ramats, com tots els gossos pastors.